# Hugo Blanco (musicista)
Hugo César Blanco Manzo (Caracas, 25 settembre 1940 – Caracas, 14 giugno 2015) è stato un musicista e compositore venezuelano.
Egli è particolarmente noto come autore di "Moliendo cafè" ed altre canzoni come "El Burrito de Belén" (anche nota come "El Burrito Sabanero"), "Leche Condensada", "Luces de Caracas", "Sierra Nevada", "Mañanita Zuliana" ed altre. "Moliendo Café", composta nel 1958 quando Hugo Blanco aveva 18 anni, divenne una delle canzoni venezuelane più note in tutto il mondo.

## Biografia
Nacque il 25 settembre 1940 a Caracas. Blanco studiò inizialmente musica per soli due mesi. Il suo primo cuatro lo ebbe all'età di 15 anni ed imparò a suonarlo ascoltando la radio. Blanco creò un nuovo stile di musica venezuelana chiamato Orquídea in onore del fiore nazionale. Questo Orquídea era un miscuglio di musica cubana e di joropo. Negli anni 1960, compose molti gaita assieme a Simón Díaz. Questo genere musicale fu molto popolare in quegli anni. In Venezuela venne chiamato Gaita de las Locas. Nello stesso periodo, Blanco fondò il primo gruppo ska venezuelano, Las Cuatro Monedas.
Negli anni 1970, Joselo Díaz, fratello di Simón, registrò molti dei gaitas di Blanco. A cavallo degli anni '70 e ottanta, Hugo Blanco creò un gruppo chiamato Los Hijos de ña Carmen. Con le sue semplici e fresche composizioni, esportò la sua musica in Europa, Stati Uniti e persino in Giappone dove ebbe un successo senza precedenti.

## Curiosità
- La sua canzone La Vecina venne utilizzata in un episodio della serie TV Miami Vice.
- Egli produsse due dischi per due cantanti giapponesi.
- Moliendo Café divenne un canto dei tifosi di calcio in tutto il mondo. La canzone è conosciuta come Dale Boca ed è realizzata sulla stessa musica della canzone.

## Discografia
- El Nuevo Ritmo Moliendo Cafe
- El Nuevo Ritmo Orquídea
- Hugo Blanco
- 1º Premio del Festival Universitario de Música: "La India Tibaire"
- Percusión
- Balada del Bombardino
- Selección Navideña
- Me Gusta
- Más Ritmo!!
- Bailables con Hugo Blanco
- Bailables con Hugo Blanco N°2
- Bailables con Hugo Blanco N°3 "La Chispita"
- Bailables con Hugo Blanco N°4
- Bailables con Hugo Blanco N°5
- Bailables con Hugo Blanco N°6
- Superbailables con Hugo Blanco N°7
- Bailables con Hugo Blanco N°8
- Bailables con Hugo Blanco N°9: "Agua Fresca"
- Bailables con Hugo Blanco N°10
- Bailables con Hugo Blanco N°11
- Bailables con Hugo Blanco N°12
- Bailables con Hugo Blanco N°13
- Sierra Nevada
- Arpa Brava
- La Música de Hugo Blanco
- En Trinidad
- La Rondallita
- Lo Mejor de Hugo Blanco y su Arpa Viajera
- La Parranda de Hugo Blanco
- De Fiesta...
- Tania con Hugo Blanco
- El Poder de Hugo Blanco
- El Sabor de Hugo Blanco
- Los Hijos de Ña Carmen
- Arpa Navideña
- Festival Tropical
- El Rapidito

### Con Simón Díaz
- Lila + Hugo + Simón
- Ya Llegó........Simón
- De Parranda con...
- Criollo y Sabroso
- Gaitas y Parrandas con....
- Gaita 70
- Gaita 71
- En Salsa
- La Gaita de las Cuñas
- Las Gaitas de Simón
- Culpable?
- Cuñas, Locas, Borrachitos
- Las Gaitas de Simón 5
- Las Gaitas de Simón 6

### Con Joselo Díaz
- Las Gaitas de Joselo
- Yo, soy el Rey!
- Las Gaitas de Joselo "La Gaita del Brujo"
- Las Gaitas de Joselo "La Gaita del Barbero"
- Las Gaitas de Joselo "La Gaita de Joselito"
- Las Gaitas de Joselo "La Gaita del Presidente"
- Las Gaitas de Joselo "La Gaita de los Portugueses"
- Las Gaitas de Joselo con Danielita
- Las Gaitas de Joselo "La Gaita de los Artistas"
- Las Gaitas de Joselo "La Gaita Gallega"

### Compilation
- La Rondallita / El Burrito de Belen
- La Historia
- Nueva Rondallita
- La Historia
- Sus Grandes Éxitos
- Bailables de Oro
- Colección de Éxitos
- Colección de Éxitos Vol.2
- Colección de Éxitos Vol.3
- Colección de Éxitos Vol.4
- Colección de Éxitos Vol.5
- Colección de Éxitos Vol.6
- Colección de Éxitos Vol.7
- Colección de Éxitos Vol.8
- Colección de Éxitos Vol.9
- Colección de Éxitos Vol.10
- Colección de Éxitos Vol.11
- Colección de Éxitos Vol.12
- Colección de Éxitos Vol.13
- Colección de Éxitos Vol.14
- Colección de Éxitos Vol.15
- Lo Mejor de las Mariposas
- Caracha Negro with Simón Díaz
- Tropicana with Simón Díaz, Burgie, Wilson, Leny, Cruz.